# Dorotea Krag
Dorotea Krag (en danès Dorothea Krag) va néixer a Juellund (Dinamarca) el 27 de setembre de 1675 i va morir a Gisselfeld el 10 d'octubre de 1754. Era filla del coronel Mogens Krag (1625-1676) i d'Hedwig de Kuhla.

## Matrimoni i fills
El 1694 es va casar amb el Baró Jens Juel, però envuidà el 1700. El 27 de maig de 1701 es va casar a Gisselfeld amb Cristià de Gyldenlove-Samsoe (1674-1703), fill il·legítim del rei Cristià V de Dinamarca (1646-1699) i Sofia Amàlia Moth (1654-1719). El matrimoni va tenir dos fills:
- Cristià de Danneskiold-Samsoe (1702-1728), casat amb la comtessa Conradina Cristina de Friis (1699-1723).
- Frederic de Danneskiold-Samsoe (1703-1770)

El 1715 es va casar per tercera vegada amb Hans Adolf Ahlefeld.